# Riccia crystallina
Riccia crystallina är en bladmossart som beskrevs av Carl von Linné. Riccia crystallina ingår i släktet rosettmossor, och familjen Ricciaceae. Inga underarter finns listade i Catalogue of Life.